# الحضن (بكيل المير)

تعديل مصدري - تعديل

الحضن هي إحدى قرى عزلة العطن بمديرية بكيل المير التابعة لمحافظة حجة، بلغ تعداد سكانها 34 نسمة حسب تعداد اليمن لعام 2004.